# لورا هارير
لورا هاريار (بالإنجليزية: Laura Harrier)‏ ممثلة وعارضة أمريكية، يعتبر دور «ديستيني إيفانز» أحد أسباب ظهورها الفنية في مسلسل الدرامي حياة واحدة للعيش (2013)، قدمت نفسها لاحقاً في فيلم آخر خمس سنوات (2014) والرجل الرابع خارج (2015). عرفت أكثر عالمياً في فيلم الرجل العنكبوت : العودة للوطن (2017)،

## روابط خارجية
- لورا هارير على موقع IMDb (الإنجليزية)
- لورا هارير على موقع روتن توميتوز (الإنجليزية)
- لورا هارير على موقع ألو سيني (الفرنسية)
- لورا هارير على موقع قاعدة بيانات الفيلم (الإنجليزية)
- لورا هارير على موقع كينوبويسك (الروسية)